# Вільгельміна Райхард
Вільгельміна Райхард (нім. Wilhelmine Reichard; 2 квітня 1788, Брауншвейг — 23 лютого 1848, Делен (Döhlen)) — німецька аеронавтка, перша жінка в Німеччині, яка здійснила політ на повітряній кулі. Одна з перших жінок, які фахово займались повітроплаванням, здійснила 17 польотів на повітряних кулях і встановила кілька німецьких національних рекордів. Дружина німецького аеронавта Готфріда Райхарда.

## Життєпис
Йоганна Вільгельміна Зігмундін Шмідт(пізніше Райхард) народилась 2 квітня 1788 року в містечку Брауншвейг. Її батько Зігмунд Давид Шмідт був виночерпієм в Брауншвейг-Люнебурзькому герцогстві. Дитинство і юність Вільгельміна провела в Брауншвейгу під пильною увагою своєї матері Юліани Вільгельміни Лідекен.
У 1806 році вона познайомилась з молодим професором хімії Йоганном Готфрідом Райхардом, який викладав у місцевому університеті і в серпні 1807 року вийшла за нього заміж. В тому ж 1807 році, Вільгельміна народила свою першу доньку Фрідеріку Крістіан Елізабет Райхард. Загалом, в сім'ї Готфріда і Вільгельміни Райхард було аж восьмеро дітей: 6 доньок і 2 синів.

У 1810 році Готфрід і Вільгельміна разом з дитиною переїхали в Берлін і жили там до кінця 1811 року. 3 лютого 1810 року Вільгельміна народила другу дитину, сина Карла Августа Евсебія Райхард. В Берліні, вони познайомились і здружились з професором Фрідріхом Вільгельмом Юнгіусом, який ще у 1805 році здійснив політ на повітряній кулі і став першим німцем, якому це вдалося. Захопившись ідеями аеронавтики, Вільгельміна і Готфрід виготовили власну повітряну кулю і згодом, змогли здійснити свої перші польоти над містом. Вільгельміна одразу здобула популярність, адже вона стала першою німкенею, яка здійснила політ на повітряній кулі.

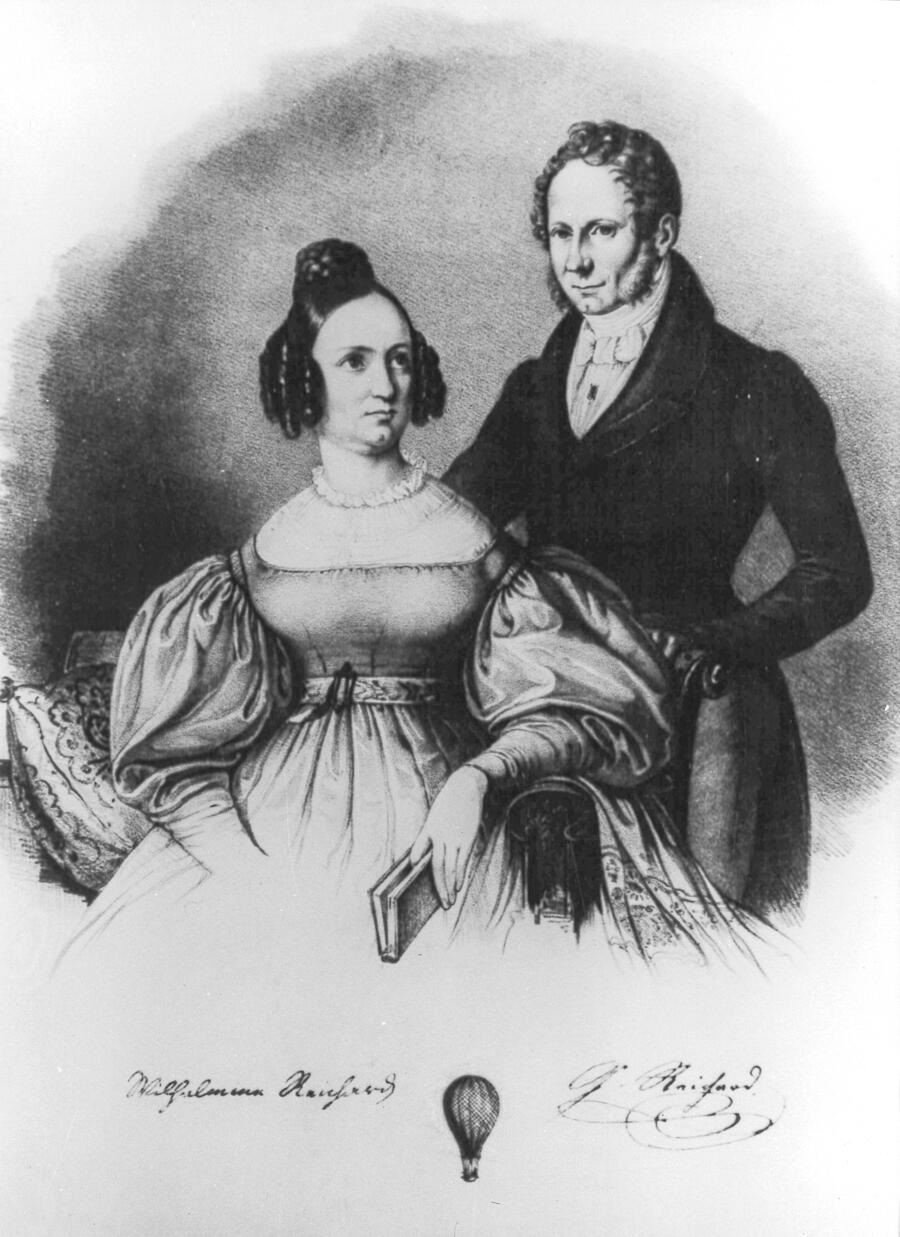
Сімейний портрет Вільгельміни і Готфріда Райхард, 1835 рік

У 1812 році Райхарди переїхали в Дрезден, де також здійснили кілька показових польотів. 10 березня 1812 року Вільгельміна народила третю дитину, дочку Мінну Анжеліку Райхард. В 1814 році сім'я придбала старенький будинок в селищі Дьйолен (Döhlen) недалеко від Дрездена (сьгодні це один з районів містечка Фрайталь), а ще через рік, викупили право заснувати власну хімічну фабрику поблизу свого дому. Протягом чотирьох років, з 1816 по 1820 рік, Вільгельміна їздила по великих містах Німеччини і Європи з власними показовими польотами на новій повітряній кулі, під час яких збирала кошти необхідні на створення фабрики.

4 лютого 1816 року народилася четверта дитина Вільгельміни і Готфріда, донька Вільгельміна Генрієтта Гедвіга. Проте, вже через 26 тижнів сім'я Райхардів пережила справжню трагедію, коли маленька Гедвіга померла 5 серпня 1816 року. Вільгельміна ненадовго покинула польоти через траур і так тривало до 15 жовтня 1817 року, коли народилась їхня п'ята дитина, син Готфрід Райхард.

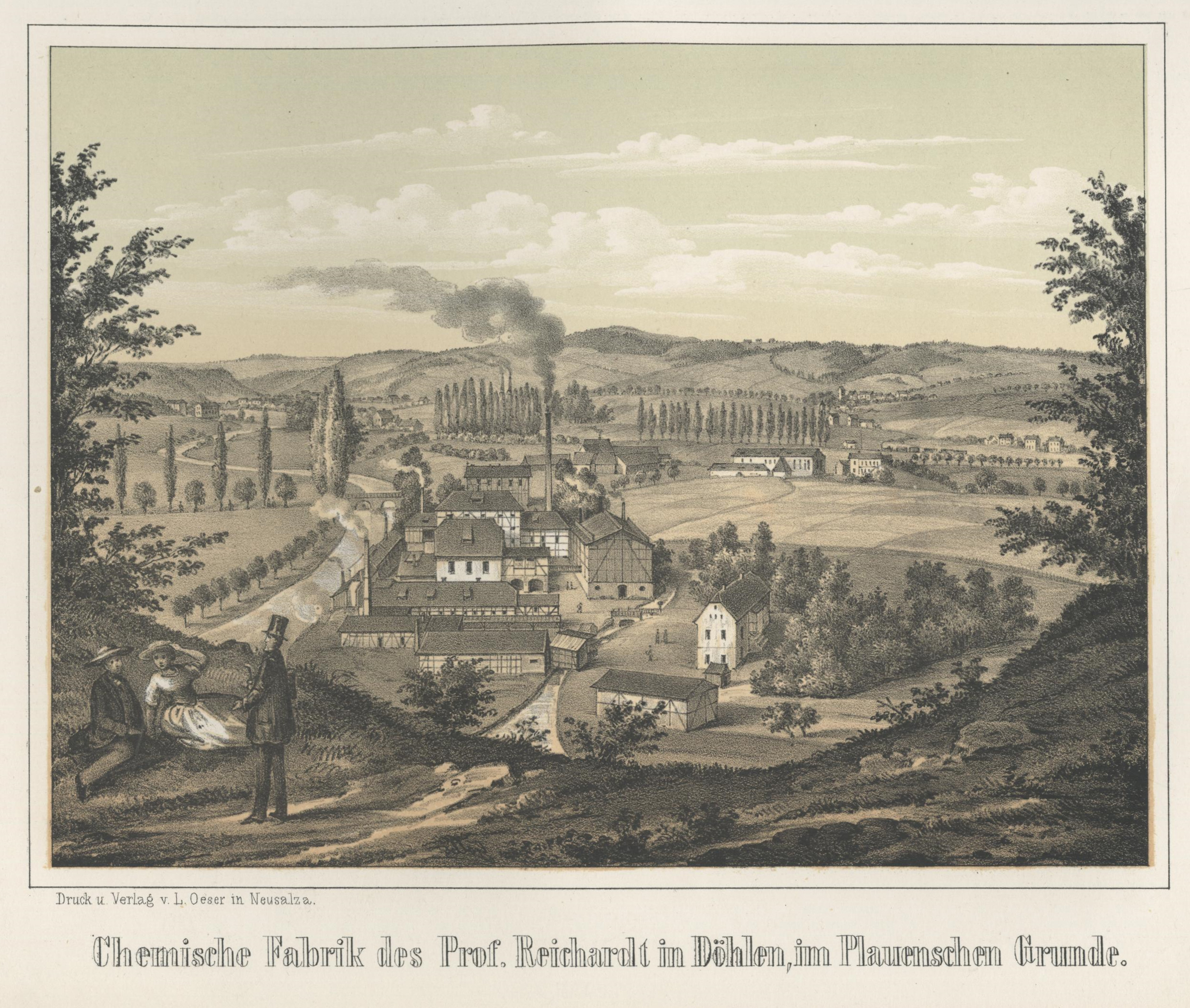
Вид на хімічну фабрику Райхардів в селищі Дьйолен, 1856 рік

У 1820 році Райхарди розпочали будівництво своєї хімічної фабрики і вже в 1822 році на ній запустили перше виробництво концентрованої сірчаної кислоти. Після смерті Готфріда і Вільгельміни фабрикою керували їхні сини, а пізніше й онуки і вона проіснувала до 1894 року.
18 квітня 1821 року Вільгельміна народила свою шосту дитину, дочку Бетті Райхард, а ще через рік, 8 вересня 1822 року на світ зявилась її дочка Герміна Райхард.Восьма і остання дитина, дочка Луїза Райхард, народилася в Дрездені 24 січня 1834 року.
Після смерті свого чоловіка у 1844 році, Вільгельміна ще чотири роки самостійно управляла фабрикою. 23 лютого 1848 року вона раптово померла від інсульту. Її поховали на місцевому кладовищі в Дьйолені, а могилу прикрасили красивою меморіальною плитою з портретом.

## Польоти на повітряних кулях

Німецька поштова марка із зображенням останнього 17-го польоту Вільгельміни Райхард на «Октоберфесті» в Мюнхені у 1820 році

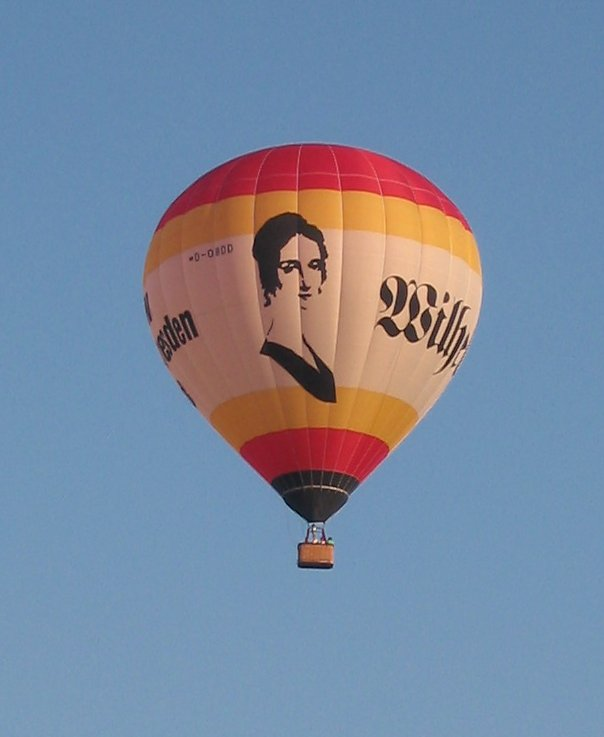
Повітряна куля з великим портретом Вільгельміни Райхард на оболонці (створена дрезденським аеронавтом Маттіасом Шютце в 2011 році)

Своє знайомство з повітряними кулями Вільгельміна Райхард розпочала в 1810 році, коли її чоловік Готфрід Райхард здійснив успішний політ в Берліні і став лише другим німцем, якому вдалось подібне досягнення (першим був Фрідріх Вільгельм Юнгіус).
Свій перший самостійний політ Вільгельміна Райхард здійснила 16 квітня 1811 року. За 1 годину і 15 хвилин вона пролетіла близько 33 км з Берліна до Людвігсфельде й піднялась на максимальну висоту 5171 м. Завдяки цьому польоту, Вільгельміна Райхард почала здобувати популярність, адже вона стала першою жінкою в Німеччині, якій вдалося підкорити це досягнення (в Європі в ті часи вже літали і набули популярності такі відомі жінки-аеронавтки як Софі Бланшар, Жанна-Женев'єва Лябросс та Еліза Гарнерен).
Другий політ Вільгельміна здійснила в Берліні 2 травня 1811 року, проте через сильну грозу і пориви вітру, він тривав лише 17 хвилин, а повітряна куля піднялась на висоту 975 метрів. Та найбільш популярним і одночасно найбільш небезпечним став третій політ аеронавтки, який вона здійснила 30 вересня 1811 року в Дрездені. Під час польоту Вільгельміні вдалось досягти висоти 7800 метрів, яка була рекордною для Німеччини на той час. Проте, через брак кисню на великій висоті Райхард втратила свідомість і під час аварійного приземлення випала із гондоли повітряної кулі в кущі. На щастя, їй дивом вдалось вціліти, проте за наступні 5 років вона не здійснила жодного польоту.
Відновити свої показові польоти Вільгельміна вирішила в 1816 році, коли їй знадобились гроші на будівництво сімейної хімічної фабрики. Протягом 1816—1820 років вона здійснила 14 польотів, відвідавши такі великі німецькі міста як Гамбург, Брауншвейг, Аахен, Бремен, Любек і Бад-Доберан. Також, вона здійснила успішні польоти в бельгійському Брюсселі, чеській Празі та австрійському Відні.
Під час свого четвертого польоту з Берліна до Фюрстенвальде, Вільгельміна встановила новий німецький рекорд тривалості польоту, протримавшись в небі цілих 3 години і 30 хвилин. А під час п'ятого польоту, пролетівши 222 км з Гамбурга до Мальхіна, вона встановила німецький рекорд за відстанню польоту. Дуже відомим став і 14 політ аеронавтки в Празі, адже на старт її повітряної кулі прийшов поглянути сам австрійський імператор Франц II. Видовище настільки сподобалось імператору, що він запросив Вільгельміну до Відня, де вона здійснила ще два свої польоти.
19 вересня 1818 року Вільгельміна Рейхард опублікувала опис про власний досвід польотів на повітряних кулях в журналі «Braunschweigisches Magazin», у статті з назвою «Історія моїх повітряних подорожей».
1 жовтня 1820 року Вільгельміна Райхард здійснила свій останній політ, перед велелюдним натовпом глядачів на Октоберфесті в Мюнхені. Після цього польоту, вона покинула своє захоплення повітряними кулями і зайнялася керівництвом власної хімічної фабрики в селищі Дьйолен.
| №   | дата              | старт       | приземлення                       | відстань | висота | тривалість польоту |
| --- | ----------------- | ----------- | --------------------------------- | -------- | ------ | ------------------ |
| 1.  | 16 квітня 1811    | Берлін      | Людвігсфельде                     | 33 км    | 5171 м | 1 год 15 хв        |
| 2.  | 2 травня 1811     | Берлін      | Фрідріхсфельде                    | 11 км    | 975 м  | 17 хв              |
| 3.  | 30 вересня 1811   | Дрезден     | село Saupsdorf біля Зебніц        | 44 км    | 7800 м | 1 год 00 хв        |
| 4.  | 22 липня 1816     | Берлін      | Фюрстенвальде                     | 55 км    | 1950 м | 3 год 30 хв        |
| 5.  | 29 серпня 1816    | Гамбург     | Мальхін                           | 222 км   | 2600 м | 2 год 00 хв        |
| 6.  | 27 жовтня 1816    | Берлін      | Оранієнбург                       | 33 км    | 3575 м | 1 год 15 хв        |
| 7.  | 9 серпня 1818     | Брауншвейг  | Лере                              | 14 км    | 2356 м | 1 год 25 хв        |
| 8.  | 11 жовтня 1818    | Аахен       | Коршенброх                        | 55 км    | 3900 м | 45 хв              |
| 9.  | 22 листопада 1818 | Брюссель    | містечко Ділбек                   | 6 км     | 1138 м | 20 хв              |
| 10. | 3 червня 1819     | Гамбург     | село Neu-Rahlstedt біля Гамбург   | 14 км    | 2275 м | 45 хв              |
| 11. | 1 липня 1819      | Любек       | село Palingen біля Любек          | 11 км    | 1138 м | 30 хв              |
| 12. | 8 серпня 1819     | Бад-Доберан | поле Kammerhofes біля Бад-Доберан | 3 км     | 1398 м | 30 хв              |
| 13. | 17 вересня 1819   | Бремен      | Шварме                            | 18 км    | 1365 м | 1 год 00 хв        |
| 14. | 30 червня 1820    | Прага       | Коуниці                           | 33 км    | 2925 м | 1 год 00 хв        |
| 15. | 16 липня 1820     | Відень      | село Neu-Kettenhof біля Відень    | 14 км    | 1591 м | 1 год 00 хв        |
| 16. | 10 серпня 1820    | Відень      | Бельведер (Відень)                | 4 км     | 927 м  | 45 хв              |
| 17. | 1 жовтня 1820     | Мюнхен      | Цорнедінг                         | 21 км    | 1625 м | 45 хв              |

## Нагороди і вшанування пам'яті

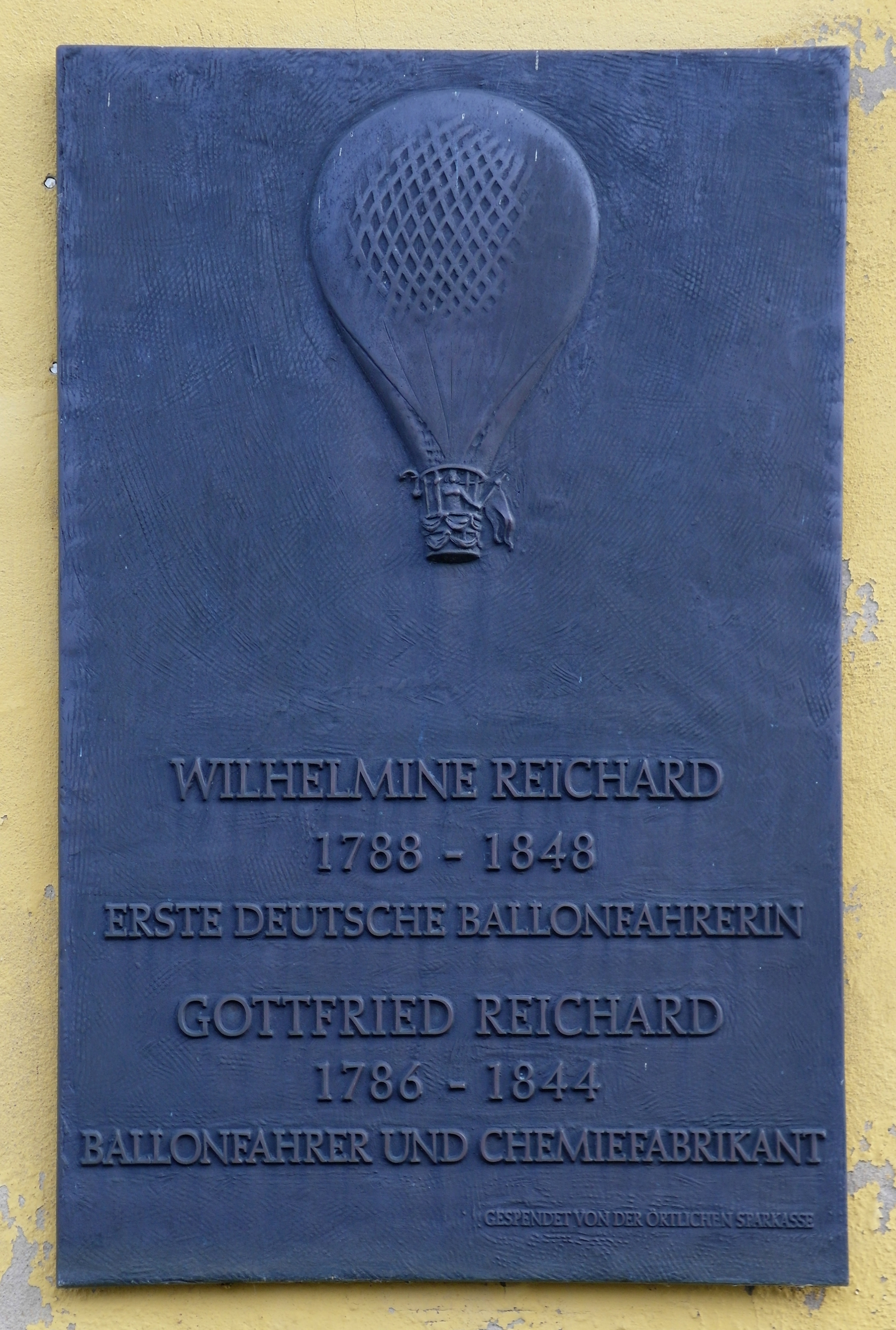
Меморіальна табличка присвячена Вільгельміні та Готфріду Райхард (встановлена на стіні їхнього будинку в Дьйолені)

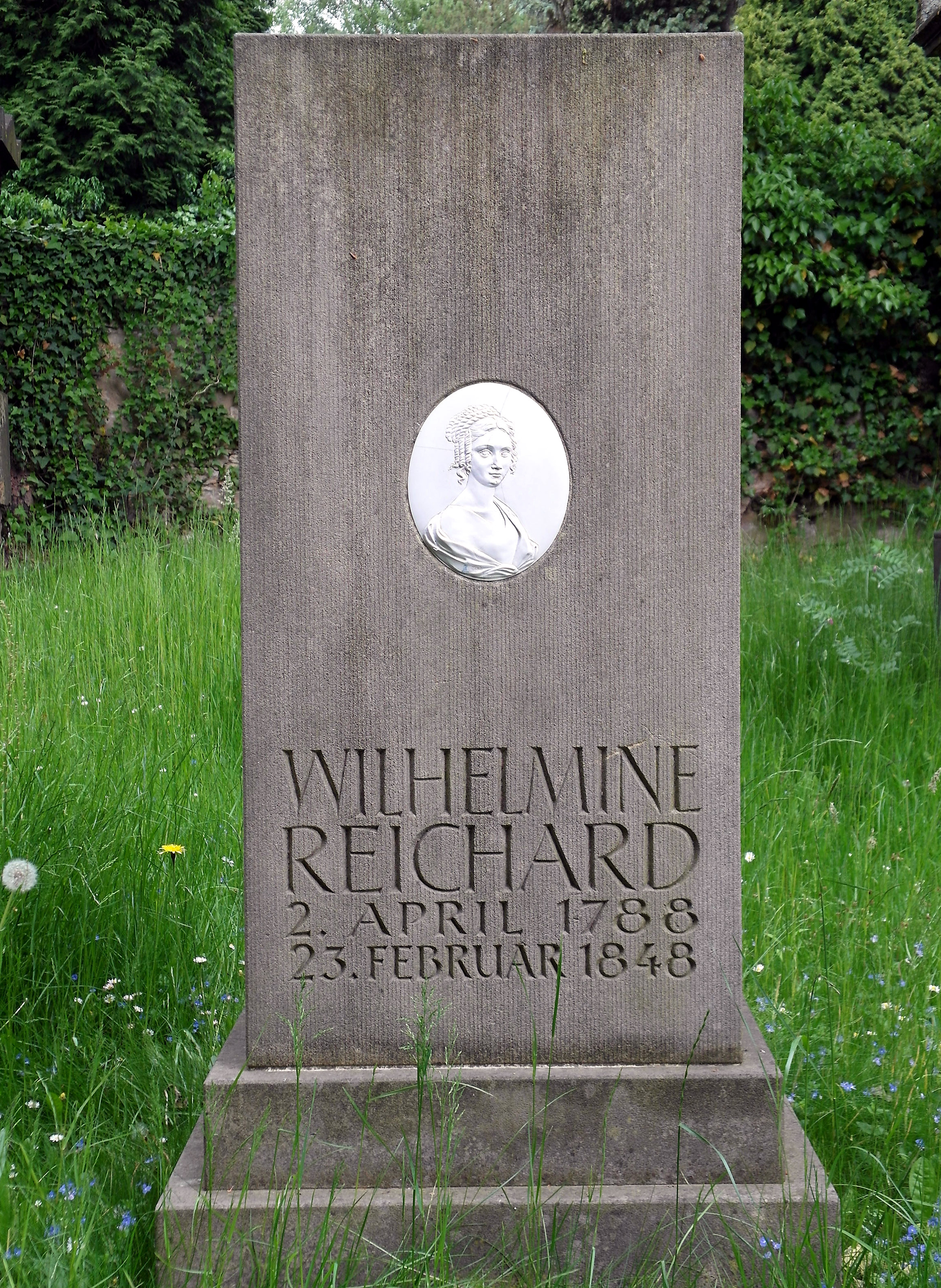
Меморіальна плита з портретом Вільгельміни Райхард встановлена на її могилі в Дьйолені у 1998 році

Вільгельміна Райхард є дуже популярною в Німеччині і вже протягом багатьох років її всіляко вшановують і нагороджують. За свій неймовірний внесок в розвиток польотів в Німеччині, Вільгельміну було нагороджено Гессенським орденом «За заслуги».
Німецький письменник Карл Май імовірно використав образ Вільгельміни Райхард для головної героїні свого оповідання «Ванда» («Wanda»), яке було видане у 1875 році.
У 1978 році «Федеральна пошта Німеччини» створила спеціальну марку із зображенням останнього польоту Вільгельміни Райхард на Октоберфесті в Мюнхені.
У 1998 році, з нагоди 150-річчя після смерті аеронавтки її могилу на кладовищі в Дьйолені прикрасили меморіальною плитою з портретом.
У 1998 році дрезденський аеронавт Маттіас Шютце викупив і провів реставрацію будинку Вільгельміни Райхард в Дьйолені. На одній із зовнішніх стін будинку було урочисто встановлено меморіальну табличку присвячену Вільгельміні і її чоловіку Готфріду Райхарду.
У 2001 році, з нагоди відкриття нового терміналу в аеропорті Дрездена, одну з вулиць, яка веде до нього, було названо «Wilhelmine-Reichard-Ring».
З 2003 року в містечку Фрайталь існує житловий район імені Вільгельміни Райхард. В рамках проекту «Frauenorte Sachsen» в місті також встановлено інформаційну пам'ятну дошку з історією аеронавтки.
30 вересня 2011 року на горі Вахберг (Wachberg) біля містечка Зебніц було урочисто відкрито меморіальну дошку в честь 200-річчя з аварійної посадки й падіння з гондоли повітряної кулі Вільгеміни Райхард.
Іменем аеронавтки також названі вулиці на аеродромі в Беблінгені та колишньому аеродромі Гатов, який розташований в авіаційному районі Берліна — Шпандау. Вулиці з іменем Вільгельміни Райхард також є в мюнхенському районі Лерхенау, у франкфуртському районі Бокенхайм і в індустріальному парку Касселя.
В Брауншвейгу трамвай № 1452 у 2014 році охрестили ім'ям «Wilhelmine Reichard».
19 вересня 2014 року одна з шкіл в містечку Фрайталь отримала назву «Wilhelmine-Reichard-School».
У 2011 році, з нагоди 200-річчя з дня першого польоту аеронавтки, пілот Маттіас Шютце створив повітряну кулю з портретом Вільгельміни Райхард. З того часу він здійснює показові туристичні польоти на цій повітряній кулі. Висота його кулі становить 21 м, діаметр оболонки 18 м, а її об'єм 3398 м³.